# Omegna Sportiva 1939-1940
Questa voce raccoglie le informazioni riguardanti l'Omegna Sportiva nelle competizioni ufficiali della stagione 1939-1940.

## Rosa
| N. |                   | Ruolo | Calciatore          |
| -- | ----------------- | ----- | ------------------- |
|    | Italia (bandiera) | A     | Giuseppe Battistini |
|    | Italia (bandiera) | C     | Giovanni Beretta    |
|    | Italia (bandiera) | C     | M. Bordes           |
|    | Italia (bandiera) | C     | Giuseppe Brescia    |
|    | Italia (bandiera) | D     | Adolfo Bricchi      |
|    | Italia (bandiera) | D     | Lorenzo Carmagnola  |
|    | Italia (bandiera) | A     | Marco Cattaneo      |
|    | Italia (bandiera) | A     | Antonio Comolli     |
|    | Italia (bandiera) | C     | Pietro Conca        |
|    | Italia (bandiera) | P     | Vittorio Cristina   |
|    | Italia (bandiera) | A     | E. D'Aleonzo        |
|    | Italia (bandiera) | A     | Antonio Erbetta     |
|    | Italia (bandiera) | A     | Guido Fovana        |
|    | Italia (bandiera) | D     | Mario Gallorini     |
|    | Italia (bandiera) | D     | Osvaldo Gardini     |
|    | Italia (bandiera) | A     | Vittorio Ghirlanda  |

| N. |                   | Ruolo | Calciatore        |
| -- | ----------------- | ----- | ----------------- |
|    | Italia (bandiera) | C     | Carlo Grazioli    |
|    | Italia (bandiera) | C     | Mario Manfredi    |
|    | Italia (bandiera) |       | Aurelio Marazino  |
|    | Italia (bandiera) | C     | Ettore Mazzotti   |
|    | Italia (bandiera) | A     | G. Papetti        |
|    | Italia (bandiera) |       | Mario Peroni      |
|    | Italia (bandiera) | A     | Giulio Perret     |
|    | Italia (bandiera) |       | Paolo Piotti      |
|    | Italia (bandiera) | A     | G. Rossetti       |
|    | Italia (bandiera) |       | Ulderico Roveri   |
|    | Italia (bandiera) | D     | Narciso Sacchiero |
|    | Italia (bandiera) | A     | Alberto Savini    |
|    | Italia (bandiera) | P     | Luigi Sculli      |
|    | Italia (bandiera) | D     | Aldo Vismara      |
|    | Italia (bandiera) | A     | Gino Zanni        |